# ドゥミトリ・ポペスク
ドゥミトリ・ポペスク（Dumitru I. Popescu, 1883年 - 1970年）は、ルーマニア王国の軍人、政治家。中将。
第一次世界大戦に従軍した。1940年から1941年まで首都司令部司令を務め、1941年1月の鉄衛団の蜂起を鎮圧した。蜂起失敗後、イオン・アントネスクは鉄衛団抜きで政府を組閣し、ポペスクは内務相に任命され、1944年まで同職に留まった。1941年11月1日から8日まで第1軍司令官を兼任、1943年3月21日から4月20日まで第3軍司令官を兼任した。
1946年に逮捕され、禁固10年を言い渡される。1956年、刑期を満了し釈放された。